# 지바 (배우)
지바(Jiiva, 1984년 1월 4일 ~ )는 인도의 배우이다.